# اینتگو
اینتگو (انگلیسی: Intego) شرکت فناوری اطلاعات آمریکایی است، که در سال ۱۹۹۷ تأسیس شد.